# Tmarus ningshaanensis
Espèce
Tmarus ningshaanensis est une espèce d'araignées aranéomorphes de la famille des Thomisidae.

## Distribution
Cette espèce est endémique du Shaanxi en Chine,.

## Étymologie
Son nom d'espèce, composé de ningshaa et du suffixe latin -ensis, « qui vit dans, qui habite », lui a été donné en référence au lieu de sa découverte, le xian de Ningshan.

## Publication originale
- Wang & Xi, 1998 : A new species of the genus Tmarus from Shaanxi Province, China (Araneae: Thomisidae). Acta Arachnologica Sinica, vol. 7, no 1, p. 33-35.